# Sagfjorden (Sør-Varanger)
 For alternative betydninger, se Sagfjorden. (Se også artikler, som begynder med Sagfjorden)
Sagfjorden (nordsamisk: Málesvuotna) er en fjordarm af Varangerfjorden i Sør-Varanger kommune i Troms og Finnmark fylke i Norge. Fjorden har indløb på sydsiden af Sagfjordneset og går cirka 1,5 kilometer mod sydvest til enden af fjorden.
Der er ingen beboelser ved fjorden.